# Le Vernoy
Vernoy – miejscowość i gmina we Francji, w regionie Burgundia-Franche-Comté, w departamencie Doubs.
Według danych na rok 1990 gminę zamieszkiwało 158 osób, a gęstość zaludnienia wynosiła 48 osób/km² (wśród 1786 gmin Franche-Comté Vernoy plasuje się na 586. miejscu pod względem liczby ludności, natomiast pod względem powierzchni na miejscu 939.).